# Ázsiai országok légierőinek listája
Ez a szócikk az ázsiai országok légierőinek listáját tartalmazza.

## Lista
| Lajstromjel és név                | Eredeti név                                                                        | Rövidítés | Megjegyzés            |
| --------------------------------- | ---------------------------------------------------------------------------------- | --------- | --------------------- |
| Abház Légierő                     |                                                                                    |           |                       |
| Afgán Légierő                     |                                                                                    |           | Korábban Légierő volt |
| Azerbajdzsáni Légierő             |                                                                                    |           |                       |
| Bahreini Királyi Légierő          |                                                                                    | RBAF      |                       |
| Bangladesi Légierő                | বাংলাদেশ বিমান বাহিনী Bangladesh Biman Bahini                                               |           |                       |
| Bhutáni Légierő                   |                                                                                    |           |                       |
| Brunei Királyi Légierő            |                                                                                    |           |                       |
| Dél-Koreai Légierő                | 대한민국 공군 Tehan Minguk Konggun                                                 |           |                       |
| Egyesült Arab Emírségek Légiereje |                                                                                    |           |                       |
| Észak-Koreai Légierő              | 조선인민군 공군 Csoszon Inmingun Konggun                                           |           |                       |
| Fülöp-szigeteki Légierő           | Hukbong Himpapawid ng Pilipinas                                                    |           |                       |
| Grúz Légierő                      | grúzul:საქართველოს სამხედრო-საჰაერო ძალები, sak’art’velos samxedro-sahaero dzalebi |           |                       |
| Indiai Légierő                    |                                                                                    |           |                       |
| Indiai Haditengerészet            |                                                                                    |           |                       |
| Indonéz Légierő                   |                                                                                    |           |                       |
| Iraki Légierő                     |                                                                                    |           |                       |
| Iráni Légierő                     |                                                                                    |           |                       |
| Izraeli Légierő                   |                                                                                    |           |                       |
| Japán Légi Véderő                 | japánul: 航空自衛隊, Kókú Dzsieitai                                                | JASDF     |                       |
| Jemeni Légierő                    |                                                                                    |           |                       |
| Jordán Királyi Légierő            |                                                                                    |           |                       |
| Kambodzsai Királyi Légierő        |                                                                                    |           |                       |
| Katari Légierő                    |                                                                                    |           |                       |
| Kazah Légierő                     |                                                                                    |           |                       |
| Kínai Légierő                     |                                                                                    |           |                       |
| Kínai Köztársaság Légiereje       |                                                                                    |           |                       |
| Kirgizisztáni Légierő             |                                                                                    |           |                       |
| Kuvaiti Légierő                   | al-Quwwat al-Jawwiya al-Kuwaitiya                                                  |           |                       |
| Laoszi Légierő                    |                                                                                    |           |                       |
| Libanoni Légierő                  |                                                                                    |           |                       |
| Maláj Királyi Légierő             |                                                                                    |           |                       |
| Mianmari Légierő                  |                                                                                    |           |                       |
| Mongol Légierő                    |                                                                                    |           |                       |
| Nepál Légierő                     |                                                                                    |           |                       |
| Ománi Királyi Légierő             |                                                                                    |           |                       |
| Orosz Légierő                     |                                                                                    |           |                       |
| Örmény Légierő                    |                                                                                    |           |                       |
| Pakisztáni Légierő                |                                                                                    |           |                       |
| Sri Lanka-i Légierő               |                                                                                    |           |                       |
| Szaúdi Királyi Légierő            |                                                                                    |           |                       |
| Szingapúri Légierő                |                                                                                    |           |                       |
| Szír Légierő                      |                                                                                    |           |                       |
| Tádzsikisztáni Légierő            |                                                                                    |           |                       |
| Thai Királyi Légierő              |                                                                                    |           |                       |
| Török Légierő                     |                                                                                    |           |                       |
| Türkmenisztáni Légierő            |                                                                                    |           |                       |
| Üzbegisztáni Légierő              |                                                                                    |           |                       |
| Vietnámi Légierő                  |                                                                                    |           |                       |

## Megszűnt légierők
| Lajstromjel és név   | Eredeti név         | Rövidítés | Megjegyzés                                           |
| -------------------- | ------------------- | --------- | ---------------------------------------------------- |
| Tajvani Légierő      |                     |           | 1997-ben megszűnt. Kínai Köztársaság Légiereje lett. |
| Dél-vietnámi Légierő | Khong Quan Viet Nam | VNAF      | 1955–1975, 1975-ben megszűnt                         |

## Lásd még
- Afrikai országok légierői
- Amerikai országok légierői
- Ausztrália és Óceánia légierői
- Európai országok légierői
- A Föld országainak légierői